# Высадка на необитаемом острове

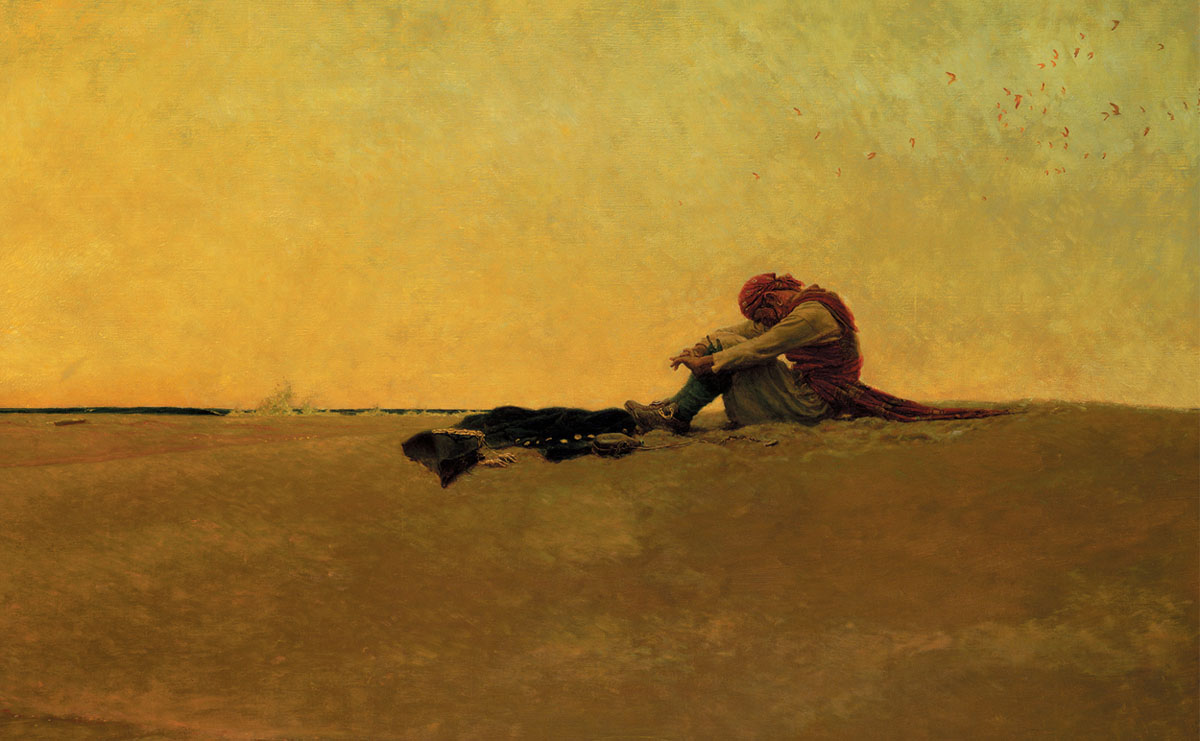
Говард Пайл. Пират, высаженный на необитаемом острове

Маронинг (англ. Marooning) — преднамеренное оставление кого-то в отдаленном районе, например, на необитаемом острове. Слово впервые появляется в письменной форме в начале XVIII в. и является производным от термина марон, беглый раб, который, в свою очередь, может являться искажением исп. cimarrón, означающим домашнее животное (или раба), ставшего «диким».
В прошлые века высаживание на необитаемый остров было наказанием для членов экипажа (или, в случае мятежа, для капитана). Человека высаживали на необитаемом острове, иногда просто на отмели во время отлива. Ему давали немного еды, емкость с водой, и заряженный пистолет, чтобы он при желании мог совершить самоубийство. Обычно это заканчивалось смертью высаженного, но были и случаи выживания, например, Уильям Гринуэй и несколько верных ему людей, или капитан пиратского судна Эдвард Инглэнд.
Основными практикантами маронинга являлись пираты XVII—XVIII вв., до такой степени, что их часто называют «маронерами». В пиратском кодексе капитанов Бартоломью Робертса и Джона Филлипса маронство указывается в качестве наказания за обман товарищей или другие преступления. Эвфемизмом для этого наказания было «стать губернатором острова».
В конце XVIII в. на американском юге слово «маронинг» приобрело дополнительный юмористический смысл, означая длительный несколькодневный пикник (по данным Oxford English Dictionary).
В результате Утрехтского мира в 1714 году остров Сомбреро перешел в руки англичан. 13 декабря 1807 г. капитан Варвик Лэйк шлюпа «Рекрут» высадил там завербованного моряка Роберта Джеффри. Как оказалось, Джеффри выжил. Его спасло проходящее мимо американское судно, шхуна «Адамс». Военно-полевой суд уволил Лэйка из Королевского флота.

## В литературе
Одним из самых известных литературных примеров маронинга — высадка Бена Ганна в «Острове сокровищ» Р. Л. Стивенсона. Бен Ганн провел на необитаемом острове три года.
Знаменитым примером высадки, только отчасти для наказания, является высадка моряка Александра Селькирка на островах Хуан-Фернандес у побережья Чили, в Тихом океане. Селькирк, моряк экспедиции Дампира, беспокоился о немореходном состоянии судна, «Cinque Ports», и спорил с капитаном, пока тот не оставил его на острове, куда они ненадолго зашли для пополнения запасов воды и продовольствия. «Cinque Ports» потом затонул, и почти весь его экипаж погиб. Селькирка четыре года спустя спас Вудс Роджерс. Трудности Селькирка послужили вдохновением для Даниэля Дефо при написании романа «Робинзон Крузо». Сегодня один из островов архипелага называется Александр-Селькирк, а другой — Робинзон-Крузо. Забавно, что нынче оба этих острова обитаемы, а третий остров архипелага, название которого не имеет отношения к маронингу (Санта-Клара), необитаем.

## В телевидении
В 2012 году Эд Стаффорд в качестве эксперимента высадился на 60 дней на необитаемом острове архипелага Фиджи. Он не взял с собой никакой еды, воды, и оборудования для выживания. Зато он взял видеокамеры, чтобы снимать это испытание для канала Discovery. Стаффорд выполнил свою задачу и задокументировал психологические последствия этого в книге «Naked and Marooned».